# Kaszubi

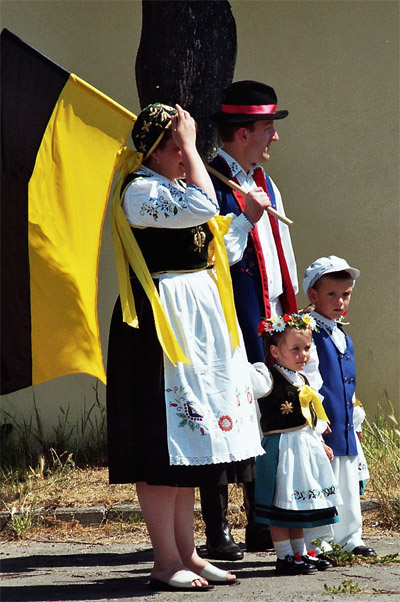
Rodzina kaszubska na zjeździe Kaszubów w Łebie w 2005.

Kaszubi (kaszub. Kaszëbi) – grupa etniczna mieszkająca w Polsce, zamieszkująca Pomorze Gdańskie i wschodnią część Pomorza Zachodniego, wywodząca się od wschodniej grupy zachodniosłowiańskich plemion pomorskich. Dzielą się na wiele podgrup etnograficznych, zróżnicowanych językowo i kulturowo (Kaszubi północni – Bëlôcë, Gochy – Gôchë, Józcy – Józcë lub Mucnicy – Mùcnicë, Krubanie – Krëbane, Lesacy – Lesôcë, Morzanie – Mòrzanie, Rybaki – Rëbôcë, Borowiacy Tucholscy – Borowiany, Tuchòłki, Zaboracy – Zabòrôcë). Odrębną i izolowaną podgrupą (wymarłą w XX w.) byli Słowińcy. Kaszubi w zdecydowanej większości czują się Polakami (zachowując, obok ogólnopolskich, także tradycje regionalne). W spisie ponad 90% deklarujących kaszubskość zadeklarowało ją wspólnie z polskością.

## Historia

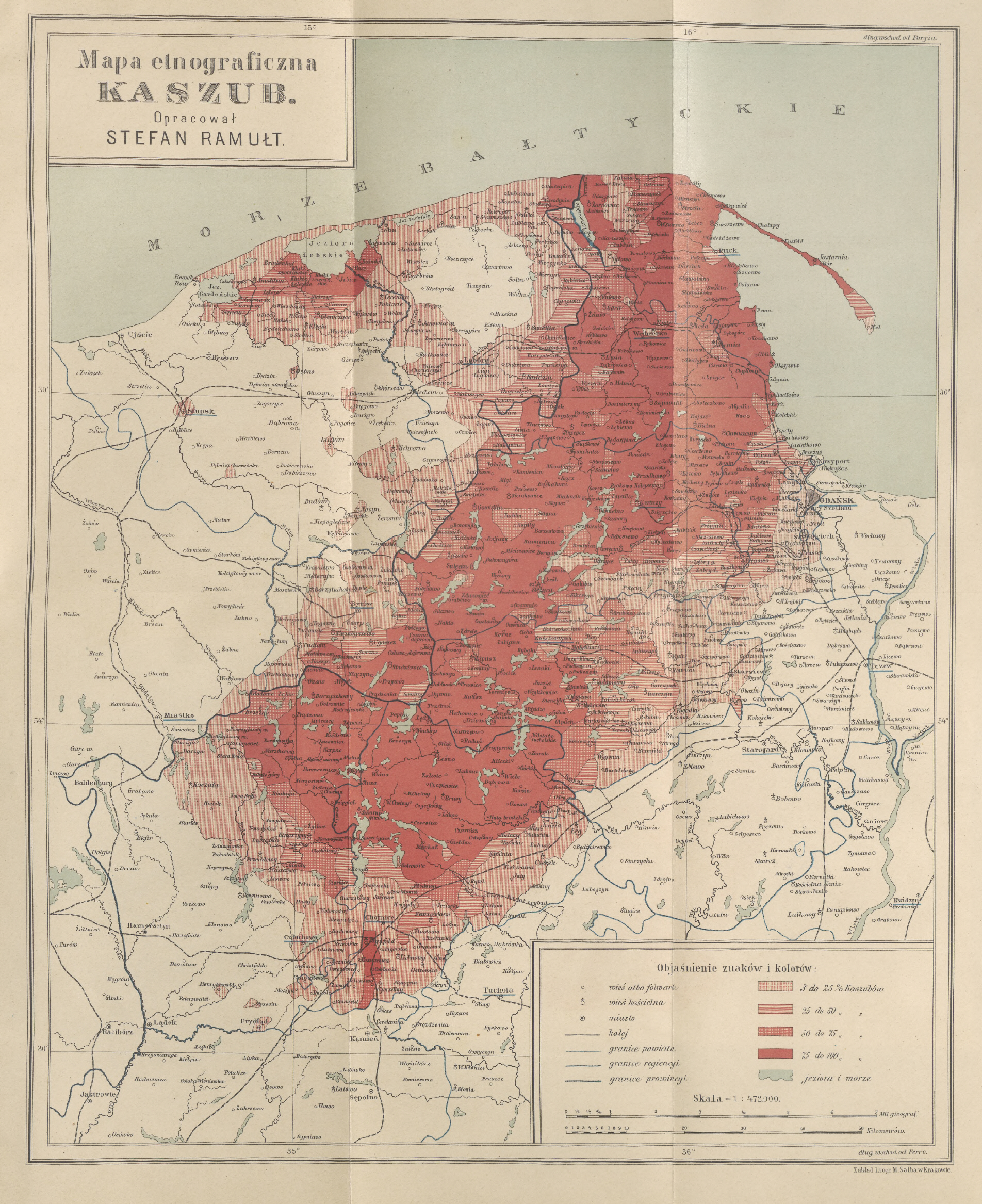
Stefan Ramułt, Mapa etnograficzna Kaszub, 1899

Mimo rozlicznych prób nie udało się dotąd dokładnie objaśnić etymologii i znaczenia nazwy Kaszubi (lud) oraz Kaszuby (terytorium). Być może pochodzi ona od długich, podwijanych szat noszonych przez Kaszubów, stąd Kaszuby = kasać huby, tj. „podwijać fałdy”. Zwolennikiem wywodzenia nazwy Kaszubów od słowa szuba (kożuch) był Aleksander Brückner. Przedstawiane są jednak także inne próby wyjaśnienia tej nazwy. Stanisław Kujot wywodził ją od pierwotnych siedzib Kaszubów, kaszuby znaczyłoby tyle co bagna, moczary. Obecnie najbardziej uznawaną jest teoria, w myśl której nazwa jest tak archaiczna jak Lucicy, Wieleci oraz Obodryci, a została wykształcona przez Słowian na określenie plemion słowiańskich osiadłych w czasie wędrówek ludów wzdłuż południowego brzegu Morza Bałtyckiego od Wisły na wschodzie poza Odrę na zachodzie. Pierwotne siedziby Kaszubów, z których zaczęli się oni przemieszczać w połowie I tysiąclecia w rejon ujścia Wisły, Gerard Labuda lokalizował na obszarze północnego Mazowsza oraz Podlasia.
Nazwa Kaszuby w źródłach pisanych pojawia się dopiero w XIII wieku. Na światło dzienne wydobył ją zakon dominikanów, który na tych terenach utworzył jednostkę terytorialną zwaną kontratą kaszubską, rozciągającą się od Słupska, a zapewne też Tczewa i Gdańska na wschodzie po Greifswald i Pasewalk na zachodzie. Dla dominikanów w XIII-XV w. nazwa Kaszuby wiązała się głównie z Pomorzem Zachodnim. Wynikało to m.in. z faktu, iż książęta wschodniopomorscy nigdy nie tytułowali się książętami Kaszub lub Kaszubów (w XIII wieku nadawali sobie tytuł dux Pomeraniae). Zakon tę nazwę ludową wprowadził do swojej, a następnie papieskiej kancelarii, przez co zyskała ona rangę urzędową i międzynarodową.

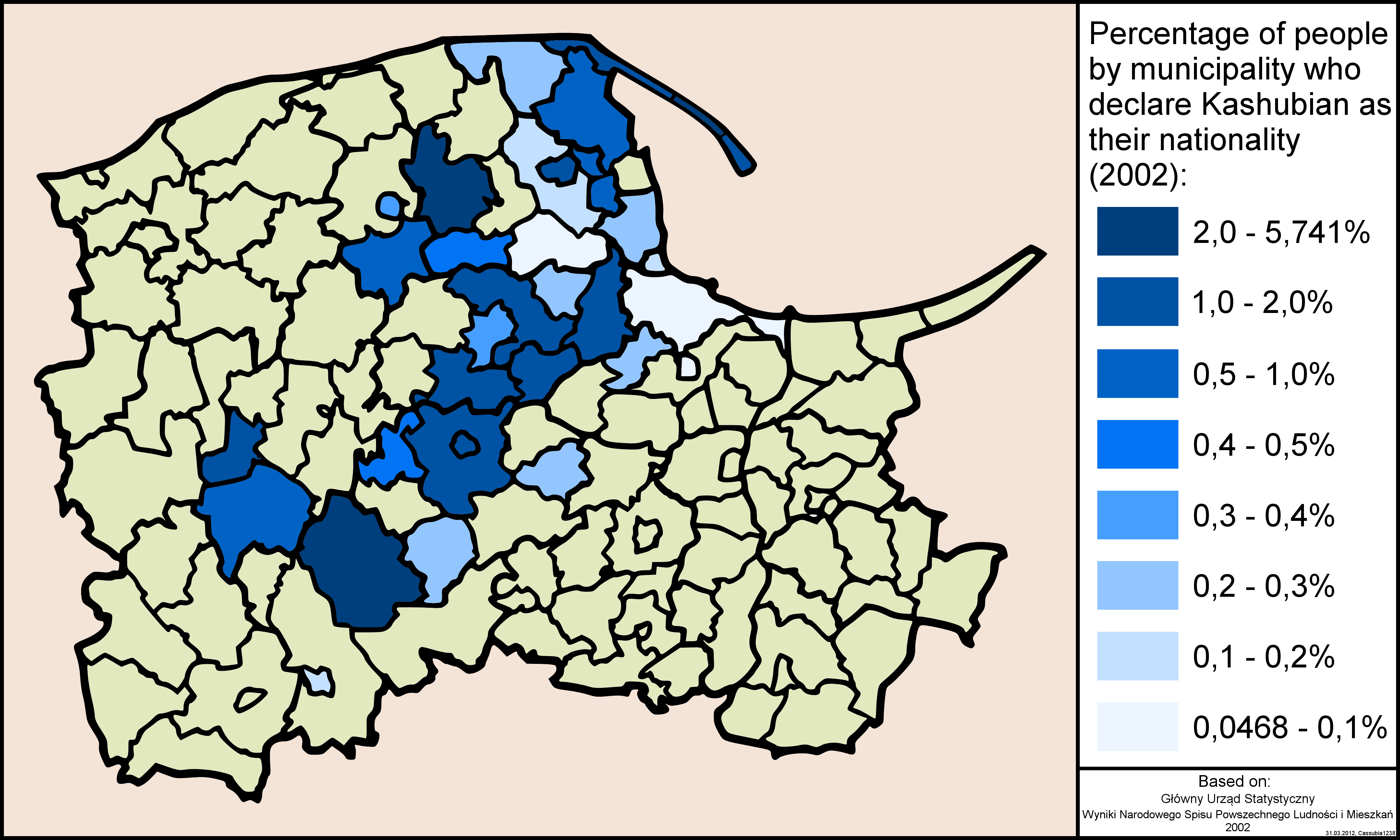
Procentowe rozmieszczenie ludności województwa pomorskiego, ktora zadeklarowała narodowość kaszubską (2002).

Inaczej było z książętami Pomorza Zachodniego. Tutaj pierwszy raz nazwa określająca plemię kaszubskie wystąpiła 19 marca 1238 r. w bulli wydanej przez papieża Grzegorza IX, w której książę szczeciński Bogusław I jest tytułowany księciem Kaszub. Bulla ta potwierdzała nadanie przez księcia Bogusława I posiadłości koło Stargardu na rzecz zakonu joannitów (w celu upamiętnienia tej daty od kilku lat na Pomorzu obchodzony jest Dzień Jedności Kaszubów). Barnim I w latach 1249–1253 polecił wykonać dla siebie pieczęć z napisem w otoku: Sigillum Barnym ilustris ducis Slauorum et Cassubie (pieczęć Barnima księcia Słowian i Kaszubów). Identycznymi pieczęciami i tytułami posługiwali się jego synowie, książęta Bogusław IV (1278–1309) i Otton I (1295–1344), którzy w 1295 r. podzielili między siebie Pomorze Zachodnie. W ciągu pierwszych 50 lat używania nazwy Kaszuby w tytulaturze władców Pomorza Zachodniego przeważał zwrot dux Slauorum et Cassubie (książę Słowian i Kaszub). Dopiero książę Barnim III (1320–1368) tytułował się dux Cassuborum (książę Kaszubów). Jak widać, w książęcej tytulaturze nazwa ta w pierwszej kolejności oznaczała ludzi (wspólnotę plemienną), a dopiero potem ich miejsce zamieszkania.
Przez długi czas – aż do XX wieku – wśród Polaków i Niemców panował stereotyp Kaszuba jako człowieka nieinteligentnego i nieznającego dobrych obyczajów; niemieckie Kassube/Kaschube stosowane było wręcz jako obelga. Duży wpływ na poprawę wizerunku Kaszubów miała literatura: powieść S. Żeromskiego Wiatr od morza i twórczość Güntera Grassa.
W średniowieczu bardzo często mieszkańców Pomorza Zachodniego określano mianem Kaszubów, są tego ślady w Rocznikach Kapituły Poznańskiej, Rocznikach Traski oraz Rocznikach Kołbackich, nazwa ta rozciągała się nie tylko na ludność pochodzenia słowiańskiego, ale też niemieckiego. Z czasem dostrzec można, iż zasięg terytorialny nazwy Kaszuby i ludności słowiańskiej był zmienny w czasie. Spowodowane to było wielowiekowymi procesami przemian społecznych, ekonomicznych, politycznych, kulturalnych i religijnych.
W wyniku reformacji pojawił się podział Kaszubów na ewangelików i katolików. Ci pierwsi doświadczali rosnącej presji germanizacyjnej; o ile w XVI i XVII stuleciu Szymon Krofey i Michał Mostnik mogli z myślą o nich wydać Duchowne piesnie Dra Marcina Luthera i inszich naboznich męzow oraz Mały Catechism Niemiecko Wándalski abo Slowięski, to w XVIII-wiecznym Królestwie Prus – mimo że król w 1735 roku nakazał uwzględniać potrzeby językowe kaszubskojęzycznych wiernych – w praktyce dążono do monopolizacji ewangelickiego życia religijnego przez język niemiecki (do chwilowej poprawy sytuacji Kaszubów doszło podczas okupacji rosyjskiej w ramach wojny siedmioletniej). Równocześnie Kościół katolicki na Kaszubach stosował w nauczaniu język polski. W rezultacie Kaszubi wyznania ewangelickiego skłaniali się w XIX stuleciu ku niemieckiej tożsamości narodowej, zaś Kaszubi wyznania katolickiego uznawani byli za Polaków.
Za początek kaszubskiego ruchu narodowego uważa się działalność Floriana Ceynowy, który w 1850 opublikował artykuł Kaszebji do Pólochov. W opozycji do poglądów Ceynowy, postulującego współpracę – w duchu panslawizmu – Kaszubów i Polaków jako odrębnych narodów, stali m.in. członkowie Towarzystwa Młodokaszubów, propagujący rozwój kultury kaszubskiej jako regionalnego odłamu kultury polskiej.
Również w czasie drugiej wojny światowej Niemcy starali się germanizować Kaszubów, zmuszając ich do podpisywania Volkslisty. Heinrich Himmler w swoich „myślach o traktowaniu obcoplemiennych na wschodzie” pisał „W ciągu niewielu lat – wyobrażam sobie, w ciągu 4 do 5 lat – np. pojęcie Kaszubów musi się stać nieznane, ponieważ wówczas kaszubskiego narodu już nie będzie (odnosi się to szczególnie do Prus Zachodnich)”.

## Kaszubi dzisiaj

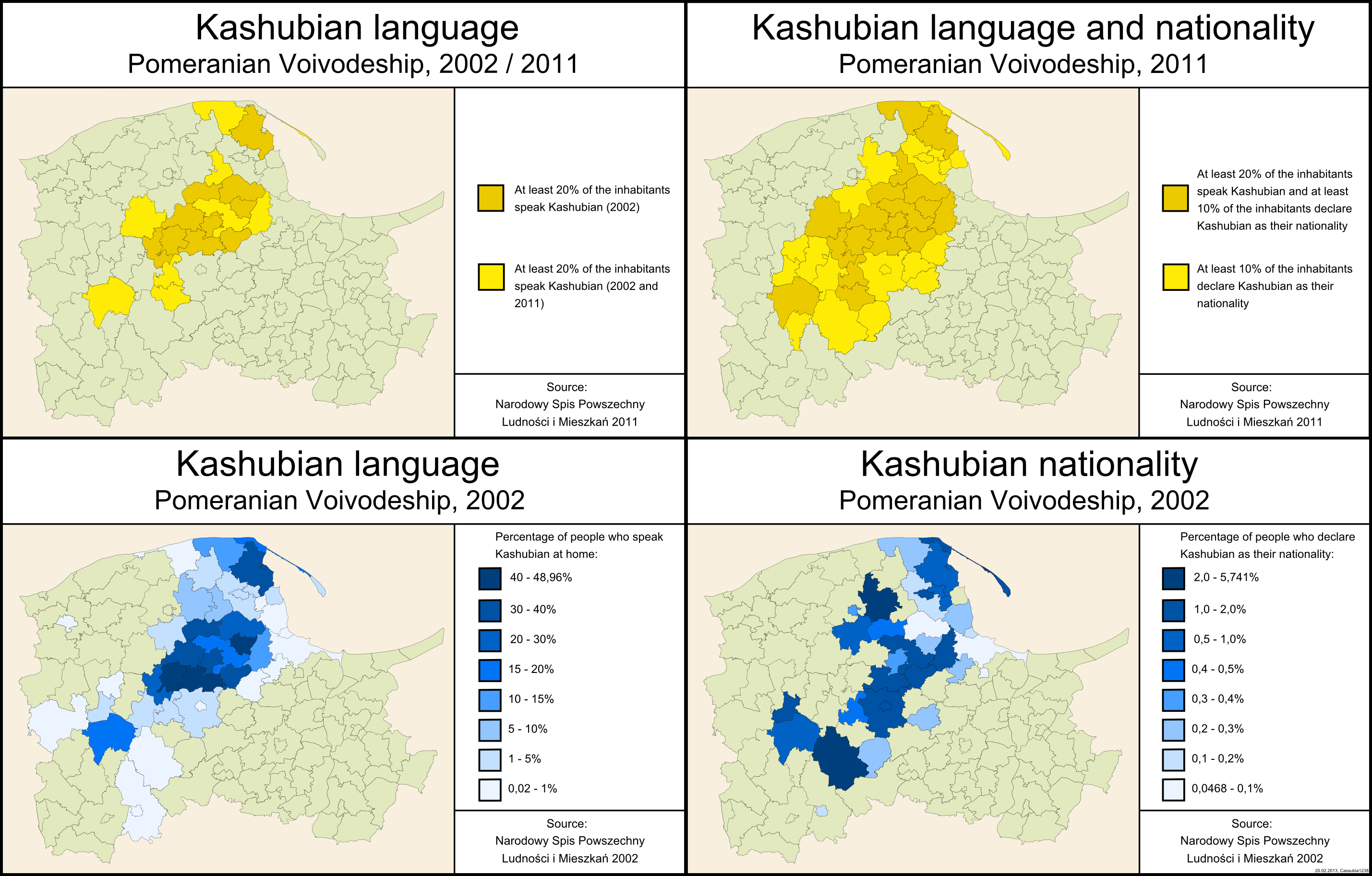
Kaszubszczyzna i narodowość

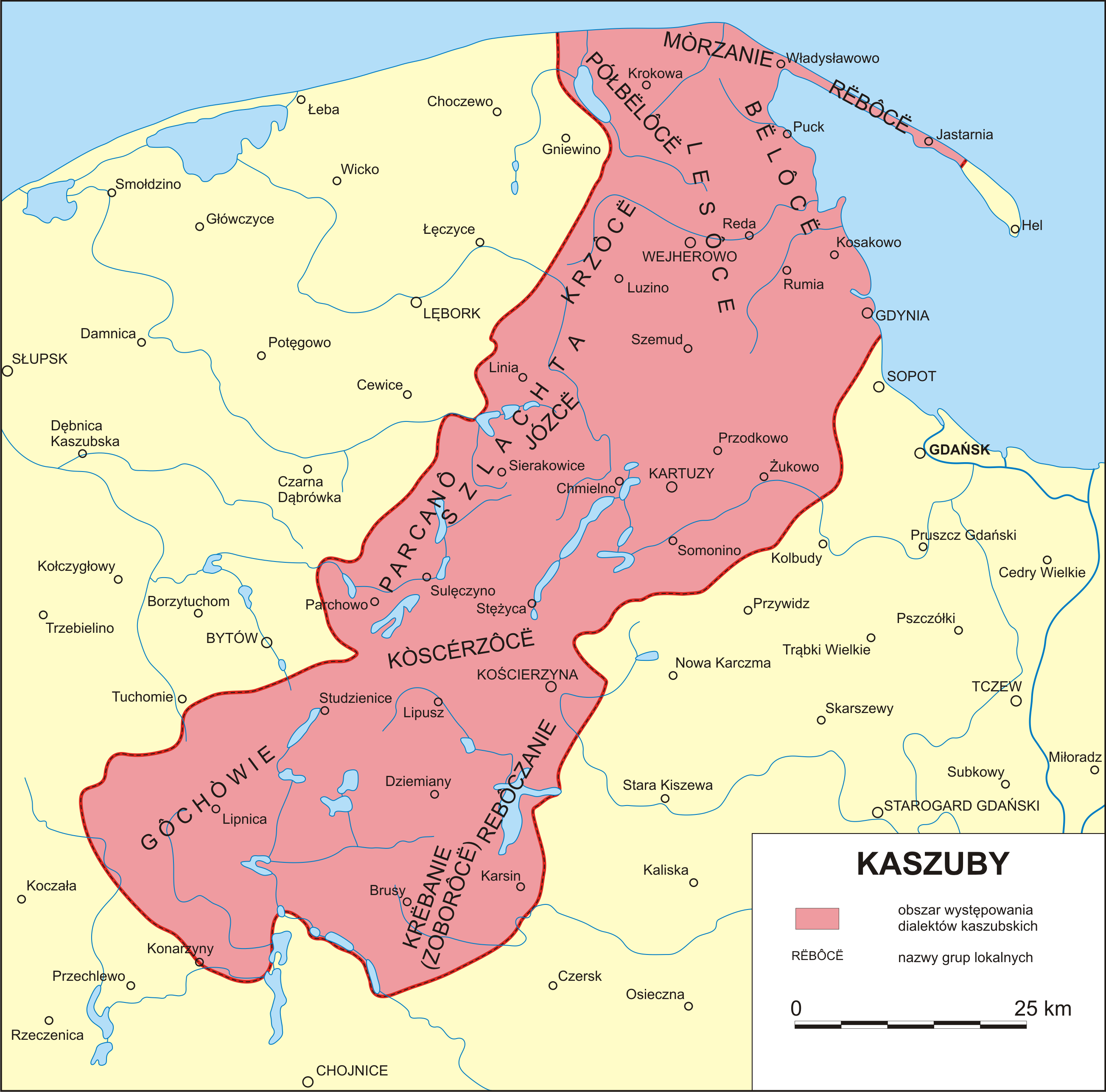
Występowanie grup lokalnych na obszarze dialektów kaszubskich według Bernarda Sychty

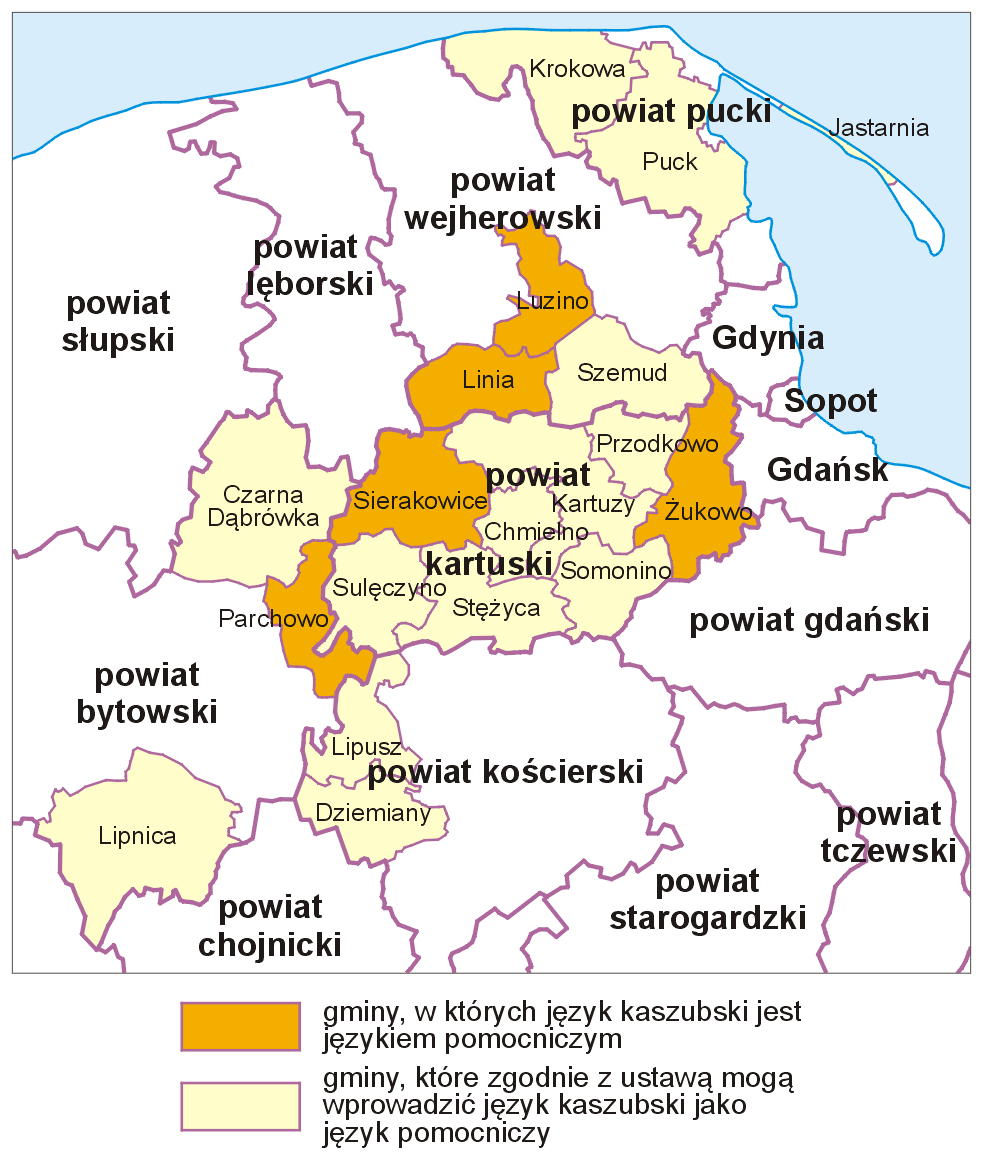
Kaszubszczyzna w gminach

Obecnie Kaszubi zamieszkują w powiatach województwa pomorskiego: puckim, wejherowskim, kartuskim, lęborskim, bytowskim, kościerskim, północnej części chojnickiego oraz wschodniej części słupskiego. W pow. lęborskim, bytowskim i słupskim osadnictwo to ma w przeważającej mierze charakter wtórny – po II wojnie światowej Kaszubi zasiedlili tereny swojego pierwotnego osadnictwa po wysiedleniu stamtąd ludności niemieckiej przez władze PRL. Największe kaszubskie diaspory to Niemcy, Kanada, Stany Zjednoczone.

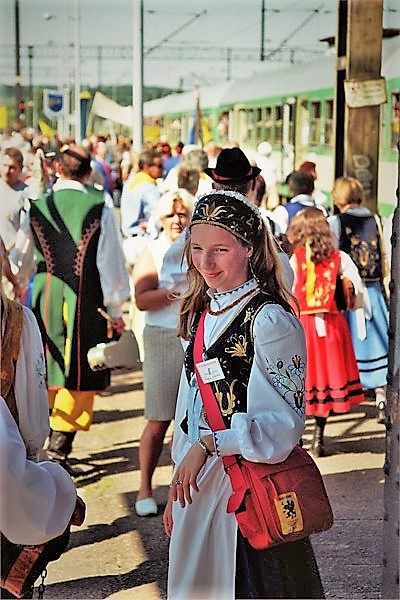
Dziewczyna w kaszubskim stroju ludowym podczas podróży na Zjazd Kaszubów w 2005

Kaszubi stanowią typową ludność pogranicza, która w ciągu wielu wieków żyła na terytorium zmieniającym przynależność państwową. Wielu z nich uległo germanizacji lub polonizacji, proces ten miał charakter przymusowy lub naturalny. Wielu znanych wojskowych pruskich i niemieckich miało pochodzenie kaszubskie, ale nie poczuwało się do związków z rodzimą kulturą lub ulegały one całkowitemu zerwaniu w następnym pokoleniu. Z tego powodu trudno dokładnie zdefiniować, którą z postaci historycznych wolno uznać za Kaszuba, a którą za Niemca lub Polaka pochodzenia kaszubskiego.
Część Kaszubów zachowała własną kulturę i mowę. Współcześnie w socjologii i historii dominuje pogląd, że Kaszubi stanowią grupę etniczną narodu polskiego. Zdecydowana większość Kaszubów posiada podwójną identyfikację – narodową polską i etniczną kaszubską. Wielu polskich działaczy narodowych na Pomorzu w okresie zaborów oraz członków podziemia niepodległościowego w czasie okupacji było pochodzenia kaszubskiego.
W spisie powszechnym z 2002 r. 5062 obywateli polskich zadeklarowało narodowość kaszubską. Jest to ok. 1% całej społeczności kaszubskiej. Rzeczpospolita Polska nie uznaje tych deklaracji za wiążące (podobnie w przypadku Ślązaków), stąd Kaszubi nie znaleźli się na oficjalnej liście mniejszości narodowych sporządzonej przez MSWiA. W tym samym spisie powszechnym używanie języka kaszubskiego zadeklarowało 52665 osób.
W 2011 r. podczas Narodowego Spisu Powszechnego, kaszubską przynależność narodową lub etniczną zadeklarowało 228 000 osób, w tym 16 000 osób zadeklarowało ją jako jedyną przynależność, 1000 jako pierwszą przy zadeklarowaniu również drugiej przynależności, 211 000 jako drugą przynależność narodową lub etniczną. 
W 2021 r. podczas Narodowego Spisu Powszechnego, kaszubską przynależność narodową lub etniczną zadeklarowało 179 685 osób, w tym 11 961 osób zadeklarowało ją jako jedyną przynależność (6,7% ogółu), 166 839 osób zadeklarowało przynależność kaszubską razem z przynależnością polską (92,9% ogółu)..
| Powiat/miasto           | Odsetek Kaszubów | Odsetek osób z częściowym rodowodem kaszubskim | Odsetek nie-Kaszubów | Liczba Kaszubów i osób z częściowym rodowodem kaszubskim |
| ----------------------- | ---------------- | ---------------------------------------------- | -------------------- | -------------------------------------------------------- |
| Kartuski                | 83,8             | 10,0                                           | 6,2                  | 94 136                                                   |
| Pucki                   | 64,6             | 15,6                                           | 19,8                 | 56 358                                                   |
| Kościerski              | 61,4             | 13,1                                           | 25,5                 | 49 116                                                   |
| Wejherowski             | 47,9             | 18,2                                           | 33,9                 | 113 097                                                  |
| Bytowski                | 34,9             | 14,3                                           | 50,8                 | 37 757                                                   |
| Gdański                 | 21,0             | 9,6                                            | 69,4                 | 13 742                                                   |
| Chojnicki               | 19,1             | 7,2                                            | 73,7                 | 23 926                                                   |
| Lęborski                | 16,4             | 13,3                                           | 70,3                 | 19 594                                                   |
| Gdynia                  | 15,8             | 16,0                                           | 68,2                 | 81 090                                                   |
| Sopot                   | 5,8              | 7,9                                            | 86,3                 | 5 795                                                    |
| Człuchowski             | 5,8              | 7,5                                            | 86,7                 | 7 814                                                    |
| Gdańsk                  | 4,7              | 5,6                                            | 89,7                 | 47 163                                                   |
| Słupski i miasto Słupsk | 3,4              | 5,5                                            | 91,1                 | 17 449                                                   |
| Razem                   | 23,0             | 10,4                                           | 66,6                 | 566 737                                                  |

| Powiat/miasto         | Odsetek Kaszubów 2011 | Liczba Kaszubów 2011 | Odsetek Kaszubów 2021 | Liczba Kaszubów 2021 |
| --------------------- | --------------------- | -------------------- | --------------------- | -------------------- |
| bytowski              | 19,1                  | 14 942               | 16,4                  | 12 705               |
| chojnicki             | 11,1                  | 10 633               | 8,5                   | 8 177                |
| człuchowski           | <0,5                  | <300                 | 0,5                   | 277                  |
| gdański               | 2                     | 1 965                | 0,9                   | 1 117                |
| kartuski              | 57,8                  | 69 385               | 37,4                  | 55 330               |
| kościerski            | 40,1                  | 28 246               | 29,4                  | 21 250               |
| kwidzyński            | <0,4                  | <300                 | 0,04                  | 36                   |
| lęborski              | 6,7                   | 4 404                | 4,4                   | 2 829                |
| malborski             | <0,5                  | <300                 | 0,1                   | 43                   |
| nowodworski           | <0,8                  | <300                 | 0,1                   | 46                   |
| pucki                 | 37,1                  | 29 473               | 26,0                  | 23 329               |
| słupski               | 0,6                   | 585                  | 0,4                   | 378                  |
| starogardzki          | <0,2                  | <300                 | 0,1                   | 166                  |
| tczewski              | <0,3                  | <300                 | 0,1                   | 166                  |
| wejherowski           | 25,6                  | 51 006               | 16,6                  | 37 177               |
| sztumski              | <0,7                  | <300                 | 0,1                   | 21                   |
| m. Gdańsk             | 1,5                   | 7 084                | 1,1                   | 5 281                |
| m. Gdynia             | 3,5                   | 8 641                | 2,3                   | 5 667                |
| m. Słupsk             | 0,3                   | 322                  | 0,4                   | 348                  |
| m. Sopot              | 1,5                   | 582                  | 1,2                   | 398                  |
| województwo pomorskie | 10,0                  | 227 947              | 7,4                   | 174 741              |

Z powodu odmienności językowej Kaszubi byli już przez sanację posądzani o separatyzm, tj. chęć oderwania od Polski części jej terytorium. Oskarżenia te nie miały pokrycia w rzeczywistości, w okresie PRL służyły antagonizowaniu Kaszubów z pozostałą ludnością Polski i przybierały na sile w okresie kolejnych kryzysów politycznych, np. w 1968 i 1970.
Kaszubski ruch narodowy, choć nie należy do głównego nurtu w ruchu kaszubsko-pomorskim, ma jednak długoletnią tradycję. W okresie międzywojennym myśl Floriana Ceynowy kontynuowali działacze z kręgu tzw. Zrzeszeńców, którzy w PRL byli represjonowani przez UB, a następnie SB i zepchnięci na margines działalności publicznej. Po 1989 tę samą myśl w ruchu kaszubskim reprezentowało pismo Tatczëzna, obecnie zaś Kaszëbskô Òdroda. Współcześnie nawet najbardziej radykalny nurt w ruchu kaszubskim – narodowy – nie kwestionuje historycznych związków Kaszubów z Polską, zaś swoje postulaty ogranicza do troski o rozwój mowy ojczystej, kultury oraz dbałości o własną tradycję historyczną.
W Polsce Ludowej w 1947 roku utworzono Muzeum Kaszubskie w Kartuzach (upaństwowione w 1949 r.). Rok wcześniej rozpoczął działalność Zespół Pieśni i Tańca „Kaszuby”. Od 1956 roku działało Zrzeszenie Kaszubskie, w 1964 roku przekształcone w Zrzeszenie Kaszubsko-Pomorskie.
Dziś kaszubszczyznę traktuje się coraz częściej jako samodzielny język słowiański, zaliczany do grupy zachodniosłowiańskiej. Są jednak badacze (głównie polscy dialektolodzy), którzy nadal klasyfikują je jako jeden z dialektów języka polskiego. Polskie prawo przyznało etnolektowi kaszubskiemu, jako jedynemu w Polsce, status języka regionalnego. Młodzież, zdająca nową maturę, może ją zdawać posługując się kaszubszczyzną. Od 2013 roku Uniwersytet Gdański umożliwia studia na unikalnym kierunku Etnofilologii kaszubskiej.

## Mniejszość kaszubska w Kanadzie
Kaszubi, którzy w 1858 osiedlili się w okolicach Barry's Bay i dzisiejszego Wilna byli pierwszymi w Kanadzie. Tam właśnie powstała pierwsza kaszubska szkoła, parafia i harcerstwo. W 1972 odsłonięto w Wilnie tablicę upamiętniającą osiedlenie się w tej okolicy pierwszych emigrantów kaszubskich. W 2001 w Kanadzie według deklaracji było 10 000 Kaszubów.

## Znani Kaszubi

### Ludzie posiadający częściowe pochodzenie kaszubskie
- Józef Wybicki (1747–1822), pisarz i polityk, autor Mazurka Dąbrowskiego[26]
- Ludwig Yorck von Wartenburg (1759–1830), feldmarszałek pruski
- Paul Nipkow (1860–1940), niemiecki inżynier i wynalazca[27]
- Erich von Lewinski von Manstein (1887–1973), niemiecki feldmarszałek
- Günter Grass (1927–2015), niemiecki pisarz, noblista
- Walter Hoeft (1906–1939), ksiądz, ofiara ludobójstwa (Zbrodni Piaśnickiej)
- Erich von dem Bach-Zelewski (1899–1972), generał SS (SS-Obergruppenführer)
- Emil von Zelewski (1854–1891), oficer pruski
- Donald Tusk (ur. 1957), premier Polski (2007–2014, 2023–), przewodniczący Rady Europejskiej (2014–2019)
- Żaklin Nastić (ur. 1980), posłanka do niemieckiego Bundestagu

## Badacze Kaszubów, ich języka, kultury materialnej
- Aleksander Hilferding – rosyjski slawista
- Friedhelm Hinze(inne języki) – niemiecki slawista
- Ryszard Kukier – polski etnograf
- Friedrich Lorentz – niemiecki slawista
- Krzysztof Celestyn Mrongovius – gdański duchowny i językoznawca
- Hanna Popowska-Taborska – polska slawistka, językoznawca
- Stefan Ramułt – polski językoznawca
- Bożena Stelmachowska – polska etnografka
- Bernard Sychta – ksiądz i językoznawca
- Jan Drzeżdżon – pisarz i badacz kaszubski
- Julian Rydzkowski – kolekcjoner i badacz kultury materialnej
- Stefan Bieszk – polski pisarz i badacz kaszubszczyzny
- Ferdinand Neureiter – austriacki slawista
- Jan Trepczyk – poeta i leksykograf, autor słownika polsko-kaszubskiego
- Zygmunt Szultka – polski historyk
- Cezary Obracht-Prondzyński – socjolog, antropolog, historyk
- Katarzyna Warmińska – socjolożka, antropolożka

## Media
Kaszubi posiadają swoje programy emitowane raz w tygodniu w TVP3 Gdańsk w języku kaszubskim, takie jak Rodnô zemia i Tedë jo. Radio Kaszëbë jest nadawane w języku kaszubskim. Polskie Radio Gdańsk nadaje 2 audycje w języku kaszubskim Klëka 4 razy w tygodniu od 22:40 do 23:05, a w Poniedziałek do 23:00 i Magazyn Kaszubski raz w tygodniu. Audycje w języku kaszubskim nadaje również cyklicznie Twoja Telewizja Morska.
Kaszubi także mają sporą obecność w sieci internetowej. Ważniejsze strony to:
- Kaszubi.pl[28]
- Kaszëbskô Jednota[29]
- Radio Kaszëbë[30] – pierwsza w historii kaszubskojęzyczna rozgłośnia radiowa, działająca od grudnia 2004 r.
- Kaszubia.com[31]
- Nasze Kaszuby[32]

Od 2006 jest także dostępna kaszubskojęzyczna dystrybucja Linuksa oraz kaszubski układ klawiatury (dla systemów Windows, macOS i Linux).

## Wybrana bibliografia
- Janusz Kutta, Druga Rzeczpospolita i Kaszubi. 1920–1939, Bydgoszcz 2003, ISBN 83-86248-98-X.
- Gerard Labuda, Kaszubi i ich dzieje, Gdańsk: Oficyna Czec, 1996, ISBN 83-904950-9-0.
- Gerard Labuda, Historia Kaszubów w dziejach Pomorza, Gdańsk: Instytut Kaszubski, 2006, ISBN 83-89079-54-2.
- Cezary Obracht-Prondzyński, Kaszubi. Między dyskryminacją a regionalną podmiotowością, Gdańsk: Instytut Kaszubski, Uniwersytet Gdański, 2002, ISBN 83-914815-8-1 oraz ISBN 83-7326-044-7.
- Cezary Obracht-Prondzyński, Kaszubi dzisiaj: kultura, język, tożsamość; Gdańsk: Instytut Kaszubski, 2007
- Pomorze – Mała ojczyzna Kaszubów, Praca zbiorowa, Gdańsk 2000, Zrzeszenie Kaszubsko-Pomorskie, Instytut Kaszubski, ISBN 83-86527-11-0.
- Rzeczpospolita Obojga Narodów, „Nowe Państwo” nr 8/2003 – artykuł Jacka Borkowicza poświęcony fenomenowi odradzania się kaszubskiej tożsamości narodowej
- Mamy prawo być narodem, „Nowe Państwo” nr 2/2004 – wywiad Andrzeja Talagi z wiceprezesem Zrzeszenia Kaszubsko-Pomorskiego Arturem Jabłońskim
- Catering dziedzictwa kulturowego? Kaszubi i Kaszuby w oczach etnologów, Praca zbiorowa red. Paweł Kalinowski, Gdynia 2006, Wydawnictwo Region, ISBN 83-60437-37-8.
- Kaszubi: monografia socjologiczna, Praca zbiorowa red. Marek Latoszek, Rzeszów 1990, wyd. Towarzystwo Naukowe Organizacji i Kierownictwa, Oddział Rzeszów.
- Pomorze Zachodnie w tysiącleciu. Praca zbiorowa pod red. Pawła Bartnika i Kazimierza Kozłowskiego; Polskie Towarzystwo Historyczne. Oddział w Szczecinie, Kuratorium Oświaty w Szczecinie, Urząd Miejski w Szczecinie. Szczecin: Wydawnictwo Archiwum Państwowego „Dokument” w Szczecinie, 2000, s. 159. ISBN 83-86992-75-1.
- Zygmunt Szultka, Studia nad rodowodem i językiem Kaszubów, Gdańsk 1992.